# فرودگاه گری‌تون
فرودگاه گری‌تون (به انگلیسی: Greytown Airport) یک فرودگاه همگانی است که یک باند فرود آسفالت دارد و طول باند آن ۱۶۲۴ متر است. این فرودگاه در کشور آفریقای جنوبی قرار دارد و در ارتفاع ۱۰۷۶ متری از سطح دریا واقع شده است.